# Dendrophylliidae
Dendrophylliidae  is een familie van neteldieren uit de klasse van de Anthozoa (bloemdieren). 

## Geslacht
- Astroides Quoy & Gaimard, 1827
- Balanophyllia Wood, 1844
- Balanopsammia Ocana & Brito, 2013
- Bathypsammia Marenzeller, 1907
- Cladopsammia Lacaze-Duthiers, 1897
- Dendrophyllia de Blainville, 1830
- Dichopsammia Song, 1994
- Duncanopsammia Wells, 1936
- Eguchipsammia Cairns, 1994
- Enallopsammia Sismonda, 1871
- Endopachys Milne Edwards & Haime, 1848
- Endopsammia Milne Edwards & Haime, 1848
- Heteropsammia Milne Edwards & Haime, 1848
- Leptopsammia Milne Edwards & Haime, 1848
- Lobopsammia Milne Edwards & Haime, 1848 †
- Notophyllia Dennant, 1899
- Pourtalopsammia Cairns, 2001
- Rhizopsammia Verrill, 1869
- Thecopsammia Pourtalès, 1868
- Trochopsammia Pourtalès, 1878
- Tubastraea Lesson, 1829
- Turbinaria Oken, 1815